# Troglocaris
Troglocaris é um género de crustáceo da família Atyidae.
Este género contém as seguintes espécies:
- Troglocaris anophthalmus